# Miloš Soboňa
Miloš Soboňa (Levice, 25 novembre 1975) è un ex calciatore slovacco, di ruolo difensore.

## Carriera

### Nazionale
Ha collezionato tre presenze con la propria Nazionale.

## Statistiche

### Cronologia presenze e reti in Nazionale
| Cronologia completa delle presenze e delle reti in nazionale ― Slovacchia | Cronologia completa delle presenze e delle reti in nazionale ― Slovacchia | Cronologia completa delle presenze e delle reti in nazionale ― Slovacchia | Cronologia completa delle presenze e delle reti in nazionale ― Slovacchia | Cronologia completa delle presenze e delle reti in nazionale ― Slovacchia | Cronologia completa delle presenze e delle reti in nazionale ― Slovacchia | Cronologia completa delle presenze e delle reti in nazionale ― Slovacchia | Cronologia completa delle presenze e delle reti in nazionale ― Slovacchia |
| Data                                                                      | Città                                                                     | In casa                                                                   | Risultato                                                                 | Ospiti                                                                    | Competizione                                                              | Reti                                                                      | Note                                                                      |
| ------------------------------------------------------------------------- | ------------------------------------------------------------------------- | ------------------------------------------------------------------------- | ------------------------------------------------------------------------- | ------------------------------------------------------------------------- | ------------------------------------------------------------------------- | ------------------------------------------------------------------------- | ------------------------------------------------------------------------- |
| 16-8-1995                                                                 | Trebisonda                                                                | Azerbaigian                                                               | 0 – 1                                                                     | Slovacchia                                                                | Qual. Euro 1996                                                           | -                                                                         | 11’                                                                       |
| 7-10-2000                                                                 | Chișinău                                                                  | Moldavia                                                                  | 0 – 1                                                                     | Slovacchia                                                                | Qual. Mondiali 2002                                                       | -                                                                         |                                                                           |
| 11-10-2000                                                                | Bratislava                                                                | Slovacchia                                                                | 0 – 0                                                                     | Svezia                                                                    | Qual. Mondiali 2002                                                       | -                                                                         |                                                                           |
| Totale                                                                    |                                                                           | Presenze                                                                  | 3                                                                         |                                                                           | Reti                                                                      | 0                                                                         |                                                                           |